# Campeonato Juvenil de la AFC 1965
El Campeonato Juvenil de la AFC 1965 se llevó a cabo del 24 de abril al 5 de mayo en Tokio, Japón y contó con la participación de 10 selecciones juveniles de Asia.
Israel venció en la final a Burma para ganar el título por segunda ocasión consecutiva.

## Participantes
| - Birmania - Hong Kong - India - Israel - Japón | - Malasia - Filipinas - Corea del Sur - Vietnam del Sur - Tailandia |

## Fase de grupos

### Grupo A
| País            | J | G | E | P | GF | GC | GD  | Pts |
| --------------- | - | - | - | - | -- | -- | --- | --- |
| Israel          | 4 | 4 | 0 | 0 | 18 | 4  | +14 | 8   |
| Hong Kong       | 4 | 3 | 0 | 1 | 7  | 4  | +3  | 6   |
| Japón           | 4 | 2 | 0 | 2 | 8  | 4  | +4  | 4   |
| Vietnam del Sur | 4 | 1 | 0 | 3 | 9  | 8  | +1  | 2   |
| Filipinas       | 4 | 0 | 0 | 4 | 2  | 24 | -22 | 0   |

| Equipo 1        | Resultado | Equipo 2        |
| --------------- | --------- | --------------- |
| Japón           | 5-0       | Filipinas       |
| Israel          | 5-1       | Vietnam del Sur |
| Hong Kong       | 1-0       | Japón           |
| Filipinas       | 1-8       | Israel          |
| Vietnam del Sur | 7-0       | Filipinas       |
| Israel          | 3-1       | Hong Kong       |
| Japón           | 1-2       | Israel          |
| Hong Kong       | 1-0       | Vietnam del Sur |
| Filipinas       | 1-4       | Hong Kong       |
| Vietnam del Sur | 1-2       | Japón           |

### Grupo B
| País          | J | G | E | P | GF | GC | GD  | Pts |
| ------------- | - | - | - | - | -- | -- | --- | --- |
| Birmania      | 4 | 4 | 0 | 0 | 11 | 1  | +14 | 8   |
| Malasia       | 4 | 2 | 0 | 2 | 2  | 6  | -4  | 4   |
| Tailandia     | 4 | 1 | 1 | 2 | 1  | 3  | -2  | 3   |
| India         | 4 | 1 | 1 | 2 | 3  | 6  | -3  | 3   |
| Corea del Sur | 4 | 1 | 0 | 3 | 4  | 5  | -1  | 2   |

| Equipo 1      | Resultado | Equipo 2      |
| ------------- | --------- | ------------- |
| Corea del Sur | 0-1       | Tailandia     |
| India         | 1-2       | Birmania      |
| Tailandia     | 0-0       | India         |
| Malasia       | 0-5       | Birmania      |
| Birmania      | 2-0       | Corea del Sur |
| India         | 1-0       | Malasia       |
| Corea del Sur | 4-1       | India         |
| Malasia       | 1-0       | Tailandia     |
| Corea del Sur | 0-1       | Malasia       |
| Tailandia     | 0-2       | Birmania      |

## Semifinales
| Equipo 1  | Resultado | Equipo 2 |
| --------- | --------- | -------- |
| Israel    | 9-0       | Malasia  |
| Hong Kong | 0-2       | Birmania |

### Tercer lugar
| Equipo 1 | Resultado | Equipo 2  |
| -------- | --------- | --------- |
| Malasia  | 4-1       | Hong Kong |

### Final
| Equipo 1 | Resultado | Equipo 2 |
| -------- | --------- | -------- |
| Israel   | 5-0       | Birmania |

## Campeón
| Campeonato Juvenil de la AFC 1965 |
| --------------------------------- |
| Bandera de Israel                 |
| Israel 2º Título                  |